# Kebonarun
Kebonarun är en ort i Indonesien.   Den ligger i provinsen Jawa Tengah, i den västra delen av landet, 400 km öster om huvudstaden Jakarta. Kebonarun ligger 193 meter över havet och antalet invånare är 21 745.
Terrängen runt Kebonarun är platt åt sydost, men åt nordväst är den kuperad. Runt Kebonarun är det mycket tätbefolkat, med 1 632 invånare per kvadratkilometer. Närmaste större samhälle är Klaten, 4,8 km öster om Kebonarun. Runt Kebonarun är det i huvudsak tätbebyggt.